# Wu Jinglian

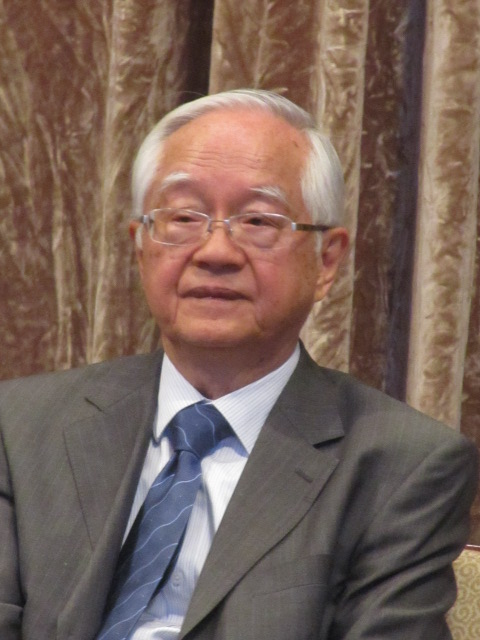
Wu, Jinglian

Wu Jinglian (chinesisch 吴敬琏, Pinyin Wú Jìnglián; * 24. Januar 1930 in der Stadt Nanjing in der Provinz Jiangsu) ist ein chinesischer Wirtschaftswissenschaftler. Er ist bekannt für seine Überzeugung, dass der Sozialismus mit einem Marktsystem vereinbar ist. Wu  bekleidet seit dem Jahr 2006 verschiedene Positionen, von denen die wichtigsten folgende sind: Professor für Wirtschaftswissenschaften an der China Europe International Business School und der Chinesischen Akademie der Sozialwissenschaften; Senior Research Fellow für das Entwicklungsforschungszentrum des Staatsrats der Volksrepublik China und Mitglied des Ständigen Ausschusses der Politischen Konsultativkonferenz des chinesischen Volkes.

## Werdegang
Im Jahr 1954 absolvierte Wu die Fudan-Universität mit einem Abschluss in Wirtschaftswissenschaften. Später besuchte er das Institut für Wirtschaftswissenschaften an der Chinesischen Akademie der Sozialwissenschaften. Während seiner langen Karriere war er neben seinen Professuren an chinesischen Universitäten Gastwissenschaftler und Professor an einer Reihe internationaler Universitäten, darunter Yale University, Massachusetts Institute of Technology (MIT), Duke-Universität, Stanford University und Oxford-Universität.
Wu wurde während der Kulturrevolution dafür kritisiert, die Doktrin des bürgerlichen Rechts zu vertreten, die einfacher als das Prinzip des Ausgleichs nach der Arbeit verstanden wird. Er war gezwungen, öffentliche Anklagen gegen seinen Lehrer Sun Yefang zu erheben, was er später tief bedauerte. Er hat die Erinnerung an ein weiteres Opfer politischer Verfolgung hochgehalten, Gu Zhun, dessen Unnachgiebigkeit und bahnbrechende Versuche, die marxistische Wirtschaft in eine marktorientierte Richtung zu revidieren, für Wu eine Quelle der Aufklärung waren.

## Forschung
Wu ist Autor einer Reihe von Büchern über Chinas Wirtschaftsreform. In den 1960ern nahm Wu an einer Forschungsgruppe teil, die vom Wirtschaftswissenschaftler Yu Guangyuan geführt wurde, um ein Lehrbuch über politische Ökonomie zu schreiben. Das erste in China nach 1949 gedruckte Wirtschaftslehrbuch, der Political Economy Reader, war weit verbreitet und spielte eine bedeutende Rolle bei späteren Wirtschaftsreformen.
Nachdem Wu die Öffnung Chinas gefordert und den Beitritt zur WTO begrüßt hatte, schockierten ihn die Auswirkungen des schnellen Wachstums: Korruption, ungleiche Verteilung und Crony-Kapitalismus (auf Chinesisch häufiger der „Magnaten-Kapitalismus“). In den letzten zehn Jahren hat er gemeinsam mit Qin Hui, He Qinglian und anderen öffentlichen Intellektuellen soziale Gerechtigkeit als dringliches Problem bezeichnet. Im Jahr 2008 begannen staatliche Medien in China, Wu als Spion für die USA zu bezeichnen. Die Tatsache, dass die staatliche Zeitung People’s Daily berechtigt war, ihn so zu bezeichnen, deutet darauf hin, dass seine wirtschaftlichen und politischen Ideen die derzeitige Führung sehr stören. Wu wies darauf hin, dass Maoisten alten Stils seit 2004 Einfluss auf die Regierung haben. Diese Gruppen dränge auf eine Rückkehr zur zentralen Planung und machen die von ihm befürworteten Marktreformen für Korruption und soziale Ungleichheit verantwortlich. Nach Wu drängen korrupte Bürokraten darauf, dass der Staat eine größere wirtschaftliche Rolle einnimmt, damit sie ihre Positionen durch Auszahlungen und Bestechungsgelder sowie durch die Steuerung von Geschäften mit Verbündeten einnehmen können. Aufgrund dieser Entwicklungen ist Wu nicht optimistisch in Bezug auf die Zukunft Chinas, denn Die Maoisten wollen zurück zur zentralen Planung und die Kumpels wollen reicher werden. Wu warnte im Januar 2019 auf einem Seminar vor der Rückkehr des Staatskapitalismus und vor den möglichen Folgen.

## Werke
- Wu, Jinglian: Vorwort für die zweite Auflage seines Buches 中国经济改革进程 (第2版), 2022, in einer englischen Übersetzung in der New York Times, Private Business Built Modern China. Now the Government is Pushing Back. (Bezahlschranke)
- Wu, Jinglian: Whither China? OUP USA, 2016, ISBN 978-0-19-022315-1.
- Wu, Jinglian: China's Long March Toward A Market Economy, Long River Press Editions, 2005, ISBN 1-59265-063-5.
- Wu, Jinglian: Understanding and Interpreting Chinese Economic Reform. Texere, 2004, ISBN 978-1-58799-197-4.